# The King Steps Out
The King Steps Out (englisch für Der König tritt zur Seite) ist eine amerikanische leichte Komödie aus dem Jahr 1936. Sie entstand unter der Regie von Josef von Sternberg und basiert auf den frühen Jahren der Kaiserin Elisabeth von Österreich, bekannt als „Sisi“ oder „Sissi“, und ihrer Heirat mit Franz Joseph I. von Österreich. Die Hauptrolle in dieser dritten Verfilmung des Lebens der Kaiserin Sissi spielte Grace Moore.

## Handlung
Bayern 1852. Prinzessin Wilhelmine, die Frau des Herzogs Max in Bayern, reist mit ihrer Tochter Helene nach Österreich. Helene soll sich mit dem jungen Kaiser Franz Joseph verloben. So hat es dessen Mutter, die Erzherzogin Sophie, bestimmt. Doch Helene ist bereits in den Hauptmann Palffy verliebt. Nur Schwester Elisabeth und Vater Max scheinen Verständnis für ihre Lage zu haben. Elisabeth überredet den Vater, ebenfalls nach Österreich zu reisen und die geplante Verlobung zu verhindern. Die beiden quartieren sich nahe dem Salzburger Schloss Hellbrunn im Gasthaus „Zum Goldenen Ochsen“ ein.
In der als Verwechslungskomödie inszenierten Verfilmung gelangt Elisabeth unter dem Vorwand, Helene ein Kleid zu bringen, in den kaiserlichen Garten, wo sie beim Pflücken von Rosen verhaftet und vor Franz Joseph geführt wird. Der findet sofort Gefallen an der jungen Frau. Er hält sie für eine Schneiderin und verabredet sich mit ihr für den Abend im Gasthaus. Herzog Max trifft ebenfalls Franz Joseph. Doch der Versuch, ihm die Verlobung mit seiner Tochter Helene auszureden, gelingt ihm nicht sehr überzeugend.
Franz Joseph gesteht Elisabeth während der gemeinsamen Nacht auf dem Volksfest, dass er für Prinzessinnen nie rechte Begeisterung aufbringen konnte. Also entscheidet sie, die Rolle der Schneiderin weiter zu spielen. Elisabeth möchte, dass er Helene nach Hause schickt. Franz Joseph antwortet ausweichend, Frauen würden ihn nie verlassen wollen. Er könne schließlich nichts dagegen tun, wenn sie verrückt nach ihm seien.
Die Erzherzogin Sophie ist entrüstet, dass ihr Sohn bis 5 Uhr morgens mit einer fremden Frau unterwegs war. Sie lässt die vermeintliche Schneiderin ins Gefängnis sperren. Das ist nun auch Herzog Max zu viel. Er verbietet der Erzherzogin, sich weiter in seine Familienangelegenheiten zu mischen. Er findet seine Tochter Elisabeth und den jungen Kaiser schließlich im „Goldenen Ochsen“. Schnell hat sich die Anwesenheit des Kaisers im Volk herumgesprochen. Der Herzog eilt in das Gasthaus, beendet das Verwechslungsspiel und stellt Elisabeth dem Kaiser als seine Tochter vor. Unter Jubelschreien und zu den Klängen der Kaiserhymne präsentieren sich Franz Joseph und seine Verlobte dem Volk.

## Produktionsnotizen
Das Drehbuch stammt von Sidney Buchman, basierend auf dem Lustspiel Sissys Brautfahrt von Ernst Décsey und Robert Weil alias Gustav Holm aus dem Jahr 1931, das als Operette mit Musik von Fritz Kreisler am Theater an der Wien gespielt wurde. Columbia Pictures kaufte die Rechte von Ernst Marischka und Hubert Marischka, um den Film zu drehen. Ernst Marischka sollte zwanzig Jahre später als Regisseur, Produzent und Drehbuchautor für die Sissi-Filmtrilogie mit Romy Schneider verantwortlich zeichnen. Auf diese Trilogie hatte der Film dennoch offenbar nur minimalen Einfluss.
Während Howard Jackson die Filmmusik komponierte, kommen die innerhalb der Filmhandlung enthaltenen Lieder vom Wiener Komponisten Fritz Kreisler. Die englischen Texte zu Kreislers Musik stammten von Dorothy Fields. Die Kostüme entwarf der Österreicher Ernst Deutsch-Dryden; Albertina Rasch, die Ehefrau des Komponisten Dimitri Tiomkin, schuf die Ballett-Choreografien. Die zukünftige Broadway-Schauspielerin Gwen Verdon gab im Alter von elf Jahren ihr Filmdebüt mit einem Ballettsolo, wurde jedoch nicht im Abspann genannt. Ebenfalls im Abspann ungenannt für ihren Auftritt blieb Marlene Dietrichs damals elfjährige Tochter Maria Riva, die ein Violine spielendes Mädchen darstellt.
Josef von Sternberg konnte weder mit seiner Hauptdarstellerin Grace Moore noch mit dem Operettengenre etwas anfangen. Andrew Sarris schrieb 1966: „The King Steps Out verdient kaum eine detaillierte Analyse. […] Grace Moores eisige Persönlichkeit, […] in keiner Weise eine Sternbergsche Sirene [und] die Konventionen der Operette [waren] außerhalb seiner Reichweite. [Der Film] scheitert selbst als Stilübung.“ Die Auseinandersetzungen zwischen Regisseur und Hauptdarstellerin erreichten ihren Höhepunkt, als Grace Moore einen ganzen Drehtag lang eine Kuh melken und dabei singen musste, woraufhin sie drohte, Hollywood zu verlassen. Die Szene fand nicht Eingang in den fertigen Film.
The King Steps Out ist der einzige Film, den Josef von Sternberg von Retrospektiven seines Werkes ausgeschlossen haben wollte.

## Rezeption
Während die australische Zeitschrift Everyone’s euphorisch von einer „herrlichen Unterhaltung, die dem großen Publikum viel Freude bereiten wird“, schrieb, blieben andere Rezensenten reservierter. Frank S. Nugent von The New York Times fand, man könne die Geschichte wohlwollend nur als „dürftig“ bezeichnen. Wie man sie bezeichnen müsste, wäre man nicht wohlwollend, ließ er offen. Dafür begeisterte er sich jedoch für die Performance von Grace Moore: „Das vielleicht Schönste an dem Film ist Miss Moores offensichtliches Bestreben, ihre Stimme und ihre Darbietung an die federleichte Qualität der Operette anzupassen. Sie übertreibt es gelegentlich, was zu erwarten ist, aber ihre Fröhlichkeit ist ansteckend, ihre Lebendigkeit ist ansteckend und ihre Stimme ist hier genauso hinreißend wie bei One Night of Love. Sie könnte noch eine versierte Komikerin werden.“
Ann Ross vom kanadischen Magazin Maclean’s fand The King Steps Out visuell „bezaubernd“ und meinte: „Die Musik von Fritz Kreisler, gesungen von Miss Moore, ist sowohl frisch als auch vertraut.“ Jedoch: „Ich fürchte, die Handlung kommt mir einfach bekannt vor.“ Graham Greene erkannte in seiner Rezension in The Spectator in einigen leichten, amüsanten Szenen sogar einen Lubitsch-Touch und zeigte sich besonders angetan vom komischen Talent Herman Bings: „Er trägt den ganzen Film auf seinen ausdrucksstarken Schultern.“